# Rostra
A Rostra (em italiano:  Rostri) era uma grande plataforma construída na cidade de Roma, erguida durante os períodos republicano e imperial da cidade. O termo "rostro" (Rostrum), que se refere a um pódio utilizado para se fazer um discurso ou pronunciamento, deriva do nome da estrutura; o orador se colocava diante de um Rostrum, sobre a Rostra. Posteriormente, diversas rostra passaram a existir, tanto na própria cidade de Roma quanto ao redor da república e, posteriormente, do império.

## Etimologia
Seu nome vem das seis rostra (plural de rostrum, "rostro", aríete existente nos navios de guerra da época) capturados durante a vitória de Caio Mênio na Batalha de Âncio, em 338 a.C., e que haviam sido colocados sobre a parte lateral da estrutura. Originalmente, o termo referia-se apenas à pequena estrutura localizada dentro do espaço do Comício, próximo ao Fórum Romano, e geralmente associado à Cúria do Senado. Passou a ser designada de "Rostra Velha" (Rostra Vetera), no período imperial, para distingui-la de outras plataformas erguidas posteriormente para propósitos semelhantes, e que também eram chamadas de "Rostra" juntamente com o nome do responsável pela construção da estrutura ou da pessoa homenageada.

## História
Os oradores colocavam-se sobre a rostra e voltavam-se para o lado norte do Comício, rumo ao edifício que abrigava o senado romano, e ali faziam seus pronunciamentos às pessoas que estavam reunidas no espaço entre os dois. Frequentemente chamada de suggestus ou tribunal, e sua forma mais arcaica data do Reino de Roma, quando era conhecido como Volcanal.
Magistrados, políticos, advogados e outros oradores falavam aos romanos reunidos de cima de ponto alto, considerado como um local altamente honrado. Consagrada pelos áugures como um templum, a Rostra original teria sido construída já no século VI a.C., e posteriormente foi ampliada e reconstruída diversas vezes, sempre no mesmo local.
Júlio César alterou a disposição de alguns edifícios nos espaços do Fórum e do Comício, e reposicionou a Cúria, por volta do fim do período republicano. César então moveu a Rostra para fora do Comício, após a demolição da Cúria Cornélia. Isto acabou por tirar do edifício do senado a posição de destaque que ele ocupava no conjunto do Fórum, colocando-a extremamente próxima à Rostra. Augusto, sobrinho-neto de César e primeiro imperador romano, eventualmente concluiu o que César tinha iniciado, e fez intervenções adicionais. Esta "Nova Rostra" passou a ser conhecida como Rostra Augusta (Rostra Augusti). Os restos existentes hoje em dia no sítio arqueológico do Fórum Romano, ao lado do Arco de Septímio Severo, passaram por diversas restaurações e alterações durante sua história. 

## Localização
| Planimetria do Comício (antes de César) |
| --- |
| Cúria Júlia Templo da Concórdia Altar de Saturno Umbilicus Urbis Senáculo Rostra Antiga Lápis Níger Basílica Pórcia Basílica Opímia Cúria Hostília Cárcere Grecóstase Coluna Mênia Área Volcanal |
| Em pontilhado, o traçado do Comício arcaico. Em cinza, a silhueta da Cúria Júlia, como indicativo de posição.                                                                                    |